# Mycetophila patagoniensis
Mycetophila patagoniensis är en tvåvingeart som beskrevs av Duret 1989. Mycetophila patagoniensis ingår i släktet Mycetophila och familjen svampmyggor. Inga underarter finns listade i Catalogue of Life.